# Stefanówka (Łódź)
Pour les articles homonymes, voir Stefanówka.
Stefanówka (prononciation [stɛfaˈnufka]) est un village de la gmina de Rozprza, du powiat de Piotrków, dans la voïvodie de Łódź, situé dans le centre de la Pologne.
Il se situe à environ 3 kilomètres au nord-est de Rozprza (siège de la gmina), 10 kilomètres au sud de Piotrków Trybunalski (siège du powiat) et 54 kilomètres au sud de Łódź (capitale de la voïvodie).

## Administration
De 1975 à 1998, le village était attaché administrativement à l'ancienne voïvodie de Piotrków.

Depuis 1999, il fait partie de la nouvelle voïvodie de Łódź.